# Giuseppe Calcaterra
Pour les articles homonymes, voir Calcaterra.
Giuseppe Calcaterra (né le 9 décembre 1964 à Cuggiono, dans la province de Milan en Lombardie) est un ancien coureur cycliste italien.

## Biographie
Giuseppe Calcaterra devient professionnel en septembre 1985 et le reste jusqu'en 2001. Au cours de sa carrière, il a notamment remporté une étape sur le Tour d'Italie 1987 et sur le Tour d'Espagne 1994. 

## Palmarès

### Palmarès amateur
- 1982
  - Targa Santacroce
- 1983
  - Circuito Molinese
  - 3e de la Coppa Caduti Buscatesi
  - 3e du Circuito Gravese
- 1984
  - Trophée Antonietto Rancilio
  - Targa d'Oro Città di Legnano
  - Circuito Salese
  - 2e du Gran Premio Industria e Commercio Artigianato Carnaghese
- 1985
  - Grand Prix de la ville d'Empoli
  - Freccia dei Vini
  - Piccola Tre Valli Varesine
  - 2e du Giro della Valsesia
  - 2e du Gran Premio Colli Rovescalesi
  - 3e de la Coppa d'Argento Giovanni Brunero

### Palmarès professionnel
- 1986
  - 2e du Trofeo Laigueglia
  - 2e du Tour du Trentin
- 1987
  - Nice-Alassio
  - 5e étape de la Semaine cycliste internationale
  - 19e étape du Tour d'Italie
  - 2e de Tirreno-Adriatico
  - 5e de Milan-San Remo
- 1988
  - 2e du Tour de l'Etna
  - 6e de Milan-San Remo 
  - 10e du Tour des Flandres
- 1989
  - 9e de Milan-San Remo
- 1990
  - 4e étape du Grand Prix du Midi libre
- 1993
  - Tour des Apennins
  - Tour des Pouilles :
    - Classement général
    - 2e étape
- 1994
  - 17e étape du Tour d'Espagne
  - 3e étape du Tour de Suède

## Résultats sur les grands tours

### Tour de France
5 participations
- 1990 : 118e
- 1991 : 149e
- 1996 : abandon (6e étape)
- 1998 : abandon (16e étape)
- 1999 : non-partant (15e étape)

### Tour d'Italie
12 participations
- 1987 : 106e, vainqueur de la 19e étape
- 1989 : 123e
- 1991 : 117e
- 1992 : 138e
- 1993 : 96e
- 1993 : 79e
- 1995 : 111e
- 1996 : 91e
- 1997 : 103e
- 1998 : 93e
- 1999 : 109e
- 2000 : 118e

### Tour d'Espagne
5 participations
- 1990 : abandon (18e étape)
- 1994 : 77e, vainqueur de la 17e étape
- 1995 : 115e
- 1997 : 115e
- 2000 : abandon (10e étape)